# تسل آم زه
تسل آم زه (به آلمانی: Zell am See) شهری توریستی در اتریش است که در ناحیه تسل آم زه در ایالت زالتسبورگ واقع شده‌است. تسل آم زه ۹٬۵۷۳ نفر جمعیت دارد.

## خواهرخوانده
شهر فلمار خواهرخواندهٔ تسل آم زه است.